# Голаньч (гміна)
Гміна Голаньч (пол. Gmina Gołańcz) — місько-сільська гміна у північно-західній Польщі. Належить до Вонгровецького повіту Великопольського воєводства.
Станом на 31 грудня 2011 у гміні проживало 8546 осіб.

## Територія
Згідно з даними за 2007 рік площа гміни становила 192.13 км², у тому числі:
- орні землі: 76.00%
- ліси: 15.00%

Таким чином, площа гміни становить 18.46% площі повіту.

## Населення
Станом на 31 грудня 2011:
| Опис     | Загалом | Загалом | Чоловіки | Чоловіки | Жінки | Жінки |
| -------- | ------- | ------- | -------- | -------- | ----- | ----- |
| одиниця  | осіб    | %       | осіб     | %        | осіб  | %     |
| все      | 8546    | 100     | 4339     | 50.77    | 4207  | 49.23 |
| міське   | 3408    | 100     | 1686     | 49.47    | 1722  | 50.53 |
| сільське | 5138    | 100     | 2653     | 51.63    | 2485  | 48.37 |

## Сусідні гміни
Гміна Голаньч межує з такими гмінами: Вапно, Вижиськ, Вонгровець, Дамаславек, Кциня, Марґонін, Шамоцин.